# よこはま と胃腸の病院
よこはま　　と胃腸の病院（よこはま　　といちょうのびょういん）は、横浜市港北区にあった病院。医療法人社団慶久会が経営しており、現在は診療所となっている。

## 診療科
- 乳腺外科
- 外科
- 内科
- 胃腸科
- 婦人科
- 肛門科
- 整形外科
- 人間ドック（婦人科を含む）

## 概要
横浜市長から許可を得た病院名は「よこはま　　と胃腸の病院」と空白を含み、病院の看板にもそのように表示している。他方、同病院のウェブサイトや電話の受付では、施設名の「よこはま乳腺と胃腸の病院」（よこはまにゅうせんといちょうのびょういん）を用いている。
この名称の差異は、医療法における標榜可能な科名に由来するものである。同病院を経営する慶久会は、2002年に、病院名を久保内病院より「よこはま乳腺と胃腸の病院」に変更する定款変更認可申請を横浜市長あてに行ったが、横浜市は「乳腺」科が医療法施行令で認められている標榜科の中になく病院名称として認められないとして、認可されなかった。慶久会は不認可処分を不服として処分取消を求めて訴訟を起こしたが、2006年12月7日、最高裁判所が原告たる慶久会の上告を棄却した。この結果、「乳腺」部分を空白とし「よこはま　　と胃腸の病院」として申請、認可を得た。ウェブサイト上などでは「よこはま乳腺と胃腸の病院」の名称を使用した。
ただ、日本には「乳腺」を名称に含む診療所がいくつか存在しており、「よこはま　　と胃腸の病院」をめぐる乳腺科標榜の問題はマスメディア等で取り上げられ話題となった。
2008年2月27日、医療法施行令改正政令が交付され、同年4月1日から乳腺科が標榜できるようになった。
2009年11月現在、病院は無床の診療所となり、「よこはま乳腺・胃腸クリニック」と呼称している。